# ناساندراترونی
ناساندراترونی (به لاتین: Nasandratrony) یک منطقهٔ مسکونی در ماداگاسکار است که در ایساندرا واقع شده‌است. ناساندراترونی ۵۲٫۵۲ کیلومتر مربع مساحت و ۸٬۰۰۰ نفر جمعیت دارد و ۱٬۲۹۲ متر بالاتر از سطح دریا واقع شده‌است.